# Grosthuizen
Grosthuizen (52° 37′ N, 4° 59′ L) é uma cidade dos Países Baixos, na província de Holanda do Norte. Grosthuizen pertence ao município de Koggenland, e está situada a 7 km southwest of Hoorn.
A área de Grosthuizen, que também inclui as partes periféricas da cidade, bem como a zona rural circundante, tem uma população estimada em 410 habitantes.